# Великое Лядо
Великое Лядо (бел. Вялікае Ляда) — посёлок в Озеранском сельсовете Рогачёвского района Гомельской области Беларуси.

## География

### Расположение
В 36 км на северо-восток от районного центра и железнодорожной станции Рогачёв (на линии Могилёв — Жлобин), 157 км от Гомеля.

## Транспортная сеть
Транспортные связи по просёлочной, затем автомобильной дороге Бобруйск — Гомель. Планировка состоит из короткой прямолинейной улицы, ориентированной с юго-востока на северо-запад и застроенной двусторонне деревянными усадьбами.

## История

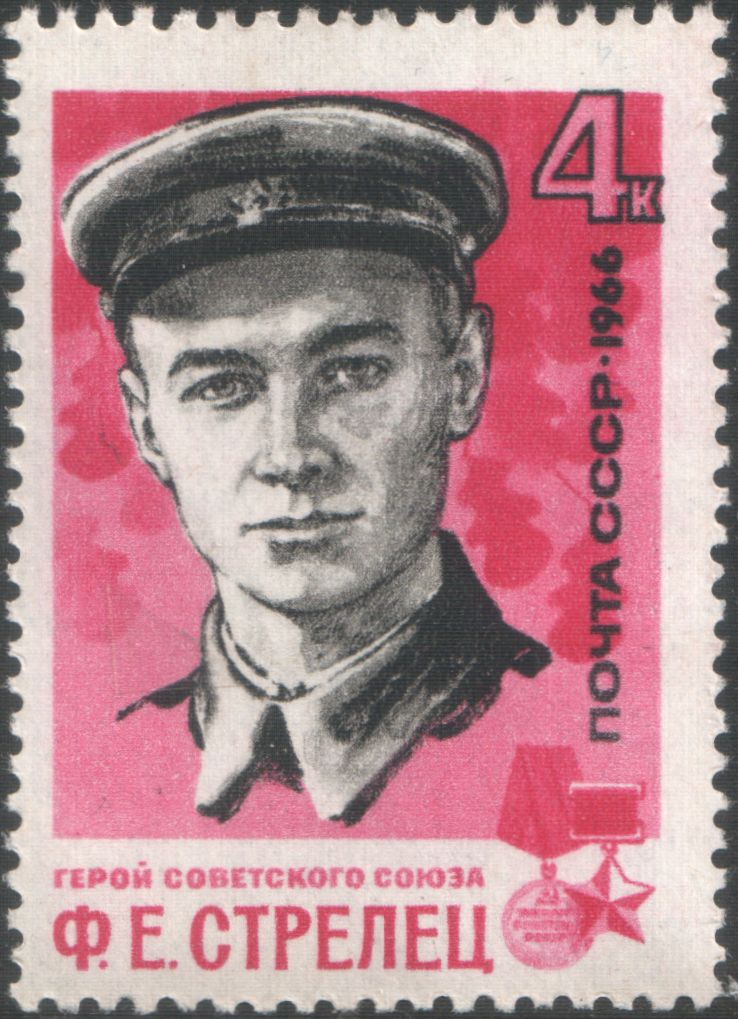
Стрелец Ф. М.

Основан в начале XX века переселенцами из соседних деревень. В 1931 году жители вступили в колхоз. Во время Великой Отечественной войны каратели в 1944 году сожгли 20 дворов, убили 19 жителей. В бою за деревню 25 июня 1944 года при отражении вражеских контратак отличился пулемётчик Ф. М. Стрелец (присвоено звание Герой Советского Союза). Неподалёку от поселка артиллерийская батарея, которой командовал И. В. Индряков, оказалась в окружении, но командир батареи организовал контратаку, прорвал окружение, и его подразделение освободило посёлок (присвоено звание Героя Советского Союза). 9 жителей погибли на фронте. Согласно переписи 1959 года в составе колхоза «XVII партсъезд» (центр — деревня Великая Крушиновка).

## Население

### Численность
- 2004 год — 17 хозяйств, 31 житель.

### Динамика
- 1925 год — 22 двора.
- 1940 год — 33 двора, 138 жителей.
- 1959 год — 136 жителей (согласно переписи).
- 2004 год — 17 хозяйств, 31 житель.